# 세이라 (피치피치핏치)
세이라(星羅) (한국명:세라)는 피치피치핏치 퓨어의 등장인물이다. 애니메이션에서 목소리를 연기한 성우는 일본판은 키타무라 에리이고 한국판은 은정이다.

## 개요
인도양의 인어나라 공주로 주황색 진주의 소유자이자 사라의 후계자이다. 생일은 12월 19일. 혈액형은 AB형. 이미지 색상은 주황색. 원작 만화에서는 5권에서 등장한다.